# Département Lac Iro
Das Département Lac Iro ist ein Département im Süden des Tschad. Es liegt im östlichen Teil der Provinz Moyen-Chari an der Grenze zur Zentralafrikanischen Republik. Benannt wurde es nach dem im Nordosten des Départements liegenden Iro-See (Lac Iro); die Hauptstadt ist Kyabé. Beim Zensus im Jahr 2009 wurden 173.822 Einwohner gezählt.

## Verwaltungsuntergliederung
Das Département ist in neun Unterpräfekturen unterteilt:
- Kyabé
- Alako
- Baltoubaye
- Bohobé
- Boum Kebir
- Dindjébo
- Ngondeye
- Roro (um den Ort Roro)
- Singako